# Liste politischer Parteien in Grenada
Die Liste politischer Parteien in Grenada gibt einen Überblick über die gegenwärtigen und die historischen Parteien des Inselstaates Grenada.
Aktive Parteien: (Parteien, die 1999 und/oder 2003  bzw. 2008 an einer nationalen Wahl in Grenada teilgenommen haben)
- National Democratic Congress, Gründungsjahr 1987
- New National Party, Gründungsjahr 1984
- United Labour Platform (ULP), Gründungsjahr 2008[2]
- Grenada United Labour Party (GULP), gegründet 1950 (als Grenada People’s Party (GPP))[3]
- People’s Labour Movement (PLM), gegründet 2002[4]
- Good Old Democracy (GOD)

Nicht mehr aktive Parteien:
- Maurice Bishop Patriotic Movement, gegründet 1984, aufgelöst 2002[4]
- Democratic Labour Party, aufgelöst 2002[4]
- Grenada National Party, gegründet 1956[3]
- New Jewel Movement, 1972–1983
- Grenada Democratic Movement (GDM)[3]
- Grenada Federated Labour Party, erfolglose Wahlteilnahme 1957[3]